# Ліга проти хлібних законів

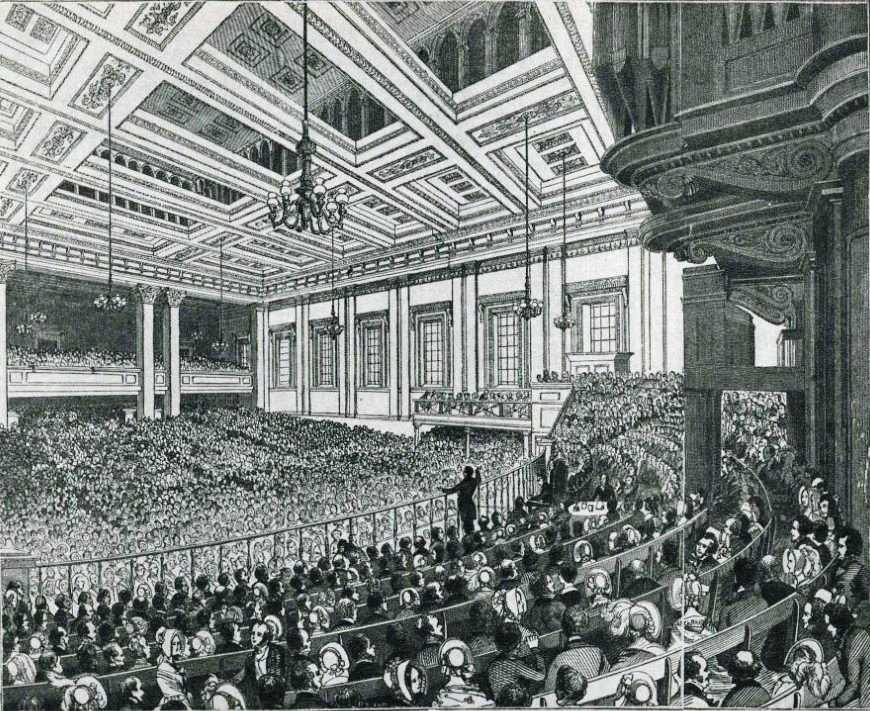
Засідання Ліги проти хлібних законів в Ексетер Холі в 1846 році

Ліга проти хлібних законів (англ. Anti–Corn Law League) була успішним політичним рухом у Великій Британії, спрямованим на скасування непопулярних хлібних законів, які захищали інтереси землевласників шляхом стягнення податків на імпортовану пшеницю, таким чином підвищуючи ціни на хліб у той час, коли власники фабрик намагалися скоротити зарплати. Ліга була загальнонаціональною організацією середнього класу, яка проводила багато відвідуваних мітингів, вважаючи, що потрібен хрестовий похід, щоб переконати парламент скасувати закони про зерно. Його довгострокові цілі включали скасування феодальних привілеїв, які вона засуджувала як перешкоду прогресу, зниження економічного добробуту та обмеження свободи.
Ліга відіграла незначну роль у вирішальному акті 1846 року, коли сер Роберт Піль очолив успішну боротьбу за скасування закону. Однак її досвід став моделлю, яка була широко прийнята у Великій Британії та інших демократичних країнах, щоб продемонструвати організацію політичної групи тиску з народною підтримкою.

## Хлібні закони
Хлібні (зернові) закони — це податки на імпортне зерно, запроваджені у 1815 р. Закони дійсно підвищили ціни на продукти харчування і стали об'єктом опозиції з боку міських груп, які мали менше політичної влади, ніж сільські жителі Британії. Закони про зерно спочатку повністю забороняли імпорт іноземного зерна за ціною нижче 80 фунтів за чверть, а в 1828 році цей процес було замінено ковзною шкалою. Такі імпортні мита все ще робили імпорт зерна з інших країн дорогим для будь-кого, навіть коли запасів продовольства не вистачало. Ліга була відповідальною за те, щоб налаштувати громадську думку та думку еліти проти цих законів. Це був великий, загальнонаціональний моральний хрестовий похід середнього класу з утопічним баченням. Її провідний захисник Річард Кобден, за словами історика Аси Бріггс, обіцяв, що скасування закону вирішить чотири великі проблеми одночасно:
- По-перше, це гарантувало б процвітання виробника, надаючи йому ринки збуту для його продукції.
- По-друге, це вирішило б «питання стану Англії», здешевивши ціни на продукти харчування і забезпечивши більш регулярну зайнятість.
- По-третє, це зробило б англійське сільське господарство більш ефективним, стимулюючи попит на його продукцію в міських і промислових районах.
- По-четверте, через взаємовигідну міжнародну торгівлю вона відкрила б нову еру міжнародного спілкування і миру. Єдиною перешкодою на шляху до цих чотирьох благотворних рішень був невігласький егоїстичний інтерес поміщиків, «олігархії, що оподатковує хліб, безпринципної, бездушної, хижої та грабіжницької».[4]

## Ліга
Перша Асоціація по боротьбі з зерновими законами була створена в Лондоні в 1836 році; але лише в 1838 році була заснована загальнонаціональна Ліга, яка об'єднала всі такі місцеві асоціації, з Річардом Кобденом і Джоном Брайтом серед її лідерів. Кобден був головним стратегом, а Брайт — її чудовим оратором. Репрезентативним активістом був Томас Перронет Томпсон, який спеціалізувався на низовій мобілізації громадської думки за допомогою памфлетів, газетних статей, листування, промов та нескінченних зустрічей з питань місцевого планування. Ліга базувалася в Манчестері і мала підтримку з боку численних промисловців, особливо в текстильній промисловості.
Ліга запозичила багато тактик, вперше розроблених британськими аболіціоністами, одночасно намагаючись відтворити їхню мантію моральної реформи. Серед них — використання емоційно заряджених мітингів та ретельно аргументованих трактатів: дев'ять мільйонів було розповсюджено персоналом з 800 осіб лише в 1843 році. Ліга також використовувала свої фінансові можливості та ресурси кампанії, щоб перемогти протекціоністів на довиборах, надавши прихильникам Ліги право голосу за 40 шилінгів:[3] ця стратегія, безумовно, занепокоїла торі. Однією з найбільш помітних на національному рівні кампаній стали вибори 1843 року в Солсбері. Її кандидат зазнав поразки, і вона не змогла переконати виборців у необхідності вільної торгівлі. У 1830-х роках політичні партії орієнтувалися на великі міста, щоб отримати більшу підтримку «вільної торгівлі». Однак Ліга винесла уроки, які допомогли трансформувати її політичну тактику. Вона навчилася зосереджуватися на виборах, де були хороші шанси на перемогу.
Тим не менш, Ліга мала обмежені можливості для боротьби за виборчі місця, і її роль у заключному акті 1846 року полягала здебільшого у створенні сприятливого клімату громадської думки. 1845 року лорд Джон Рассел, лідер вігів, заявив про повне скасування хлібного мита як єдиний спосіб задовольнити Лігу; тоді як лідер торі, сер Роберт Піль, також був приватно переконаний аргументами Кобдена, що він поділяє думку Ліги. Коли настала криза, Піль провів через парламент (поетапне) скасування мита без загальних виборів, під оплески Кобдена і Брайта.
Після цього Ліга готувалася до саморозпуску[1]. Перемога торі у 1852 році стала приводом для підготовки до відродження Ліги, однак, для того, щоб тримати під контролем протекціоністські сили; і лише після бюджету Дізраелі на 1852 рік Кобден зміг написати Джорджу Вільсону: «Бюджет остаточно закрив суперечку з протекціоністами.... Ліга може бути розпущена, коли вам заманеться». Багато її членів після цього продовжили свою політичну діяльність у Ліберальній партії, маючи на меті створення повністю вільної економіки.
W. Х. Шалонер стверджує, що скасування у 1846 році стало важливим поворотним моментом, зробивши вільну торгівлю національною політикою у 20-му столітті та продемонструвавши перевагу промислових інтересів «манчестерської школи» над протекціоністськими аграрними інтересами. Він стверджує, що скасування мита стабілізувало ціни на пшеницю у 1850-х і 1860-х роках; однак інші технічні досягнення спричинили падіння цін на пшеницю з 1870 по 1894 рік.

## Модель для інших лобістських організацій

Дитяча табличка з гаслом Ліги проти хлібних законів «Наш хліб без податків, наша торгівля вільна», приблизно 1838-1846 рр. Британський музей

Ліга ознаменувала появу першої потужної національної лобістської групи в політиці, з централізованим офісом, послідовністю цілей, багатим фінансуванням, дуже сильною місцевою та національною організацією та однодумними відданими лідерами. Вона обирала чоловіків до парламенту. Багато з її процедур були інноваційними, тоді як інші були запозичені з антирабовласницького руху. Вона стала моделлю для пізніших реформаторських рухів.
Модель Ліги призвела до створення Ланкаширської асоціації державних шкіл для проведення кампанії за безкоштовну, фінансовану та контрольовану місцевими органами влади світську освіту в Ланкаширі. Пізніше вона стала Національною асоціацією державних шкіл. Вона не мала особливого успіху, оскільки національна світська освіта викликала розбіжності навіть серед радикальних груп. Однак, вона допомогла переорієнтувати Ліберальну партію з її філософії laissez-faire на філософію більш інтервенціоністського характеру.

Історик А. К. Хоу стверджує:
Хоча історики досі не дійшли згоди щодо впливу Ліги на рішення Піла відмовитися від кукурудзяних законів, вона, безсумнівно, була найуспішнішою з груп тиску дев'ятнадцятого століття, що займалися однією проблемою, завдяки своїй здатності викликати ентузіазм, підтримку та безпрецедентну фінансову підтримку. Хоча її потенціал не був реалізований, вона продемонструвала здатність позапарламентської організації середнього класу змінювати політику так, щоб вона відповідала антиаристократичним цілям групи рішучих політиків-підприємців.
Вона залишилася моделлю для багатьох різноманітних груп тиску, наприклад, Альянсу Сполученого Королівства, Національної освітньої ліги, Військово-морської ліги, Ліги орендарів в Ірландії та Національного товариства в П'ємонті, а також для тих, що мали безпосереднє відношення до вільної торгівлі, включаючи Едвардіанську лігу тарифних реформ та Вільну профспілку, а в 1950-х роках - Лігу проти дорогих продуктів харчування С.В. Александера. Вона також надихнула наслідувачів у Франції, Німеччині, Низьких країнах, Іспанії та Сполучених Штатах. Ліга лише тимчасово змінила ландшафт парламентської політики, але вона допомогла створити яскраву народну прихильність до вільної торгівлі в британській політичній культурі, яка триватиме протягом усього двадцятого століття.

## Критика
- Томас Карлайл відхилив запрошення підтримати лігу, незважаючи на свою опозицію до «хлібних законів». Він писав журналісту Томасу Баллантайну в січні 1840 року: «скасування Хлібних законів, здається, є справою середніх класів і промислових капіталістів ще більше, ніж нижчих класів, - чиє жалюгідне соціальне становище, як би воно не полегшилося на кілька років, жодним чином, як мені здається, не може бути вилікуване цим, або навіть, без інших умов, більш рішуче поставлене на шлях до зцілення".[18]
- R. С. Сертіс сатирично висміяв лігу у своєму романі 1845 року «Гіллінгдон Холл». Його кокні-протагоніст говорить про «безглуздість її шляхів... сильні симптоми утилітарного егоїзму»; в той час як шахрайський актор показаний як платний лектор для Ліги: «вам нічого не залишається, як повторювати одну й ту ж стару історію знову і знову.... Що б не було не так, звинувачуйте в цьому податок на зерно. Якщо людина не може оплатити свої різдвяні рахунки, спишіть це на податок на хліб".[19]

## Подальше читання

### Наукові дослідження
- Ausubel, Herman. John Bright: Victorian Reformer (1966), a standard scholarly biography; online
- Briggs, Asa. The Making of Modern England 1783–1867: The Age of Improvement (1959) pp. 312–325, short interpretive history; online
- Briggs, Asa. "Cobden and Bright" History Today (Aug 1957) 7#8 pp. 496–503.
- Chaloner, W. H. "The Anti-Corn Law League," History Today (1968) 18#3 pp. 196–204
- Edsall, Nicholas C. Richard Cobden, independent radical (Harvard University Press, 1986)
- Evans, Eric J. "The politics of pressure: II The Anti-Corn-Law League." in The Forging of the Modern State (Routledge, 2014). 371–380.
- Gilbert, R. A. "John Bright's contribution to the Anti-Corn Law League." Western Speech (1970) 34#1 pp. 16–20.
- Halévy, Elie. Victorian years, 1841–1895 (Vol. 4) (Barnes & Noble, 1961) pp. 3–150; narrative history
- Hinde, Wendy. Richard Cobden: A Victorian Outsider (Yale University Press, 1987.)
- Howe, Anthony. Free Trade and Liberal England. 1846–1946 (Oxford: Clarendon Press, 1997).
- Jordan, Henry Donaldson (1927). "The Political Methods of the Anti-Corn Law League". Political Science Quarterly. 42 (1): 58–76.
- Lawson-Tancred, Mary. "The Anti-League and the Corn Law Crisis of 1846". Historical Journal (1960) 3#2 pp. 162–183.
- McCord, Norman: The Anti-Corn Law League 1838–1846. (Allen & Unwin, 1958)
- Miller, Henry. "The Anti-Corn Law Campaign." in Campaigning for Change (2017): 55–66  online.
- Mosse, George L. "The Anti-League: 1844–1846." Economic History Review (1947) 17#2 pp. 134–142. in JSTOR; the organized opposition to the League
- Pickering, Paul A and Alex Tyrrell.  The people's bread, a history of the Anti-Corn Law League.  (Leicester University Press, 2000, ISBN 0-7185-0218-3)
- Prentice, Archibald. History of the Anti-Corn Law League (Routledge, 2013)
- Smith, George Barnett. The Life and Speeches of the Right Honourable John Bright, MP (1881) online
- Spall, Richard Francis Spall Jr. "Free Trade, Foreign Relations, and the Anti-Corn-Law League," International History Review 10#3 (1988), pp. 405–432 online
- . Thousand Oaks, CA. ISBN 978-1412965804. {{cite encyclopedia}}: Пропущений або порожній |title= (довідка)
- Trentmann, Frank. Free Trade Nation. Commerce, Consumption, and Civil Society in Modern Britain (Oxford University Press, 2008).

### Історіографія
- Loades, David Michael, ed. Reader's guide to British history (Fitzroy Dearborn Publishers, 2003) vol 1. pp. 56–57, 185–186, 283–284

### Сучасні публікації
- Ashworth, Henry: Recollections of Richard Cobden and the Anti-Corn Law League, 2 editions, London 1876 and 1881
- Bright, John: Speeches of John Bright, M.P., on the American Question. With an introduction by Frank Moore. [With a portrait.]. Boston: Little, Brown & Co., 1865.
- Leech, H. J.  (ed.): The public letters of the Right Hon. John Bright. London: Low, Marston & Co., 1895. Reprint New York: Kraus Reprint, 1969.
- Prentice, Archibald: History of the Anti-Corn Law League. London: Cash. 1853, 2 vol.; 2. ed. with a new introduction. by W. H. Chaloner. (London: Cass. 1968. and New York: Kelley. ISBN 0-7146-1352-5)
- Rogers, Thorold (ed.): Speeches on Questions of Public Policy, by John Bright, M.P.. 1868.
- Rogers, Thorold (ed.): Public Addresses. 1879.
- Archibald Philipp Primrose (Earl of Rosebery): Lord Rosebery's Speech on the Anti-Corn Law League and Free Trade, Manchester 1897. London: Cobden Club, 1898.
- Smith, George Barnett: The Life and Speeches of the Right Hon. John Bright, M.P., 2 vols., 1881.
- Vince, Charles: John Bright (1898); Speeches on Parliamentary Reform by John Bright, M.P., revised by Himself (1866).

## Зовнішні посилання
- The Online Library of Liberty, Liberty Fund
  - Cobden and the Anti–Corn Law League